# Systellommatophora
Los sistelomatóforos (Systellommatophora) son un orden de moluscos gasterópodos que contiene babosas. Algunas babosas terrestres pertenecen a este grupo.
Son gasterópodos pulmonados marinos y terrestres dentro de los Heterobranchia. Hay dos superfamilias en este clado. Las babosas de la superfamilia Onchidioidea son principalmente marinas (a excepción de cinco especies terrestres o de agua dulce), mientras que las babosas de la superfamilia Veronicelloidea son principalmente terrestres.

## Lista de familias
- Superfamilia Onchidioidea Rafinesque, 1815
  - Onchidiidae Rafinesque, 1815
- Superfamilia Veronicelloidea Gray, 1840
  - Veronicellidae Gray, 1840
  - Rathouisiidae Heude, 1885